# Meyers Lake, Ohio
Meyers Lake là một làng thuộc quận Stark, tiểu bang Ohio, Hoa Kỳ. Năm 2010, dân số của làng này là 569 người.

## Dân số
- Dân số năm 2000: 565 người.
- Dân số năm 2010: 569 người.